# Совхозный (Кулебакский район)
Совхозный — поселок в Городском округе город Кулебаки Нижегородской области.

## География
Находится на расстоянии приблизительно 13 километров по прямой на юго-восток от города Кулебаки.

## История
Поселок до 2015 года входил в Серебрянский сельсовет Кулебакского района до упразднения последних. Ныне имеет дачный характер.

## Население
Постоянное население составляло 5 человек (русские 100%) в 2002 году, 0 в 2010.